# Modelo probabilístico
Un modelo probabilístico o estadístico es la forma que pueden tomar un conjunto de datos obtenidos de muestreos de otros datos con comportamiento que se supone aleatorio.
Un modelo estadístico es un tipo de modelo matemático que usa la probabilidad, y que incluye un conjunto de asunciones sobre la generación de algunos datos muestrales, de tal manera que asemejen a los datos de una población mayor.
Las asunciones o hipótesis de un modelo estadístico describen un conjunto de distribuciones de probabilidad, que son capaces de aproximar de manera adecuada un conjunto de datos. Las distribuciones de probabilidad inherentes de los modelos estadísticos son lo que distinguen a los modelos de otros modelos matemáticos deterministas.
Un modelo estadístico queda especificado por un conjunto de ecuaciones que relacionan diversas variables aleatorias, y en las que pueden aparecer otras variables no aleatorias. Como tal "un modelo es una representación formal de una teoría"
Todos los tests de hipótesis estadísticas y todos los estimadores estadísticos proceden de modelos estadísticos. De hecho, los modelos estadísticos son una parte fundamentalmente de la inferencia estadística.

## Modelos basados en distribuciones
Pueden ser modelos probabilísticos discretos o continuos. Los primeros, en su mayoría se basan en repeticiones de pruebas de Bernoulli.
Los más utilizados son:
- Modelo de Bernoulli
- Modelo Binomial.
- Modelo Geométrico.
- Modelo Binomial negativo.
- Modelo Hipergeométrico.
- Modelo de Poisson.

Por otro lado, tal como se ha mencionado antes, existen modelos probabilísticos continuos, entre ellos destacamos:
- Distribución Normal: usada ampliamente en muestras mayores a 30 datos.
- Distribución Chi Cuadrado: usada en muestras pequeñas.
- Distribución Exponencial: usada en duración o donde interviene el paso del tiempo.
- Distribución F o distribución F de Snedecor: usada para controlar la varianza de 2 distribuciones.

## Modelo de recuperación de independencia binaria
El modelo probabilístico como modelo de recuperación de independencia binaria fue desarrollado por Robertson y Spark Jones. Este modelo afirma que pueden caracterizarse los documentos de una colección mediante el uso de términos de indización. Obviamente existe un subconjunto ideal de documentos que contiene únicamente los documentos relevantes a una necesidad de información para la cual se realiza una ponderación de los términos que componen la consulta realizada por el usuario. A continuación el sistema calcula la semejanza entre cada documento de la colección y la consulta y presentando los resultados ordenados por grado de probabilidad de relevancia en la relación a la consulta. Este modelo evita la comparación exacta ( existencia o no de un término de la consulta en el documento) y posibilita al usuario realizar un proceso de retroalimentación valorando la relevancia de los documentos recuperados para que el sistema pueda calcular la probabilidad en posteriores consultas de que los documentos recuperados sean o no relevantes en función de los términos utilizados en la consulta sean o no relevantes.

## Modelos de regresión
Un modelo estadístico de regresión es una expresión simbólica en forma de igualdad o ecuación que se emplea en todos los diseños experimentales y en la regresión para indicar los diferentes factores que modifican la variable de respuesta. El modelo estadístico más simple es el usado en los diseños completos aleatorizados (DCA).
Su modelo es:

{\displaystyle \ Y_{(ij)}=\mu +t_{i}+\epsilon j(i)}

Donde 
Y = es la variable de respuesta de interés.
μ = promedio general de la población sobre la cual se está   trabajando.
t = es la variación que se atribuye a los niveles del factor que se está evaluando   (efecto de los tratamientos).
ξ = es la variación de los factores no controlados ( el error experimental).
i = i -ésimo tratamiento
j = j -ésima repetición de cada tratamientos
j(i) = es la variación de las unidades experimentales anidado en los tratamientos.
Los modelos estadísticos pueden ser lineales o no lineales.}

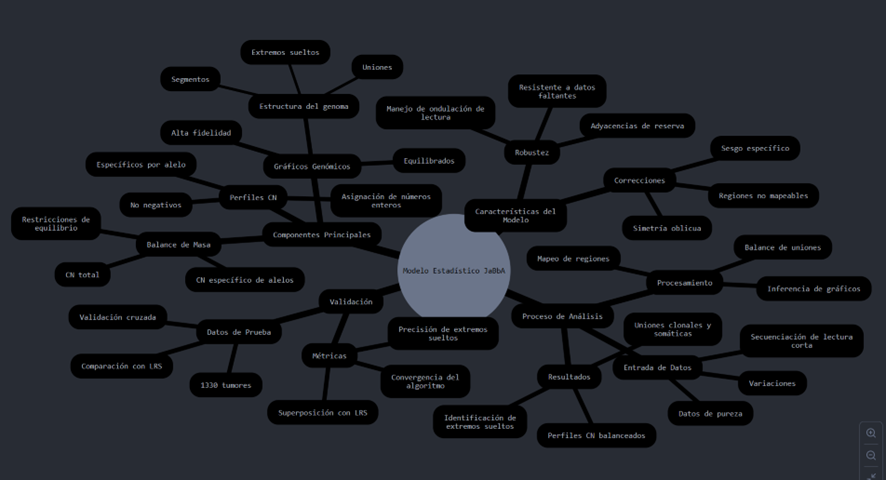